# Atlas Arena
El Atlas Arena es un pabellón deportivo situado en Łódź, Polonia. Puede adaptarse a diversos eventos como conferencias, conciertos o eventos deportivos (baloncesto, voleibol, hockey sobre hielo, atletismo y otros).
El recinto tiene una capacidad de para 13 400 espectadores, de los que 3000 son plazas adicionales, y también cuenta con 11 palcos vip (cada una con una terraza).

## Historia
En 2004 que la idea de construir un nuevo pabellón nació en Łódź. La sociedad ATJ Architekci (Jacek Kwieciński, Tomasz Kosma Kwieciński) fue responsable de diseñar el edificio, y tras varios cambios en el diseño, la construcción se inició en enero de 2006. La ceremonia oficial de la puesta de la primera piedra tuvo lugar el 19 de enero de 2006.
Después de tres años, la construcción fue completada en mayo de 2009. La inversión total ascendió a alrededor de 286 millones de zł (~ 75 millones €).
El 26 de agosto de 2009, el la sociedad local Grupa Atlas compró los derechos de naming del pabellón para llamarlo Atlas Arena. El acuerdo fue firmado con una vigencia de 5 años y con un valor de 5 millones de zł (~ 1,15 millones €).